# Idarwald

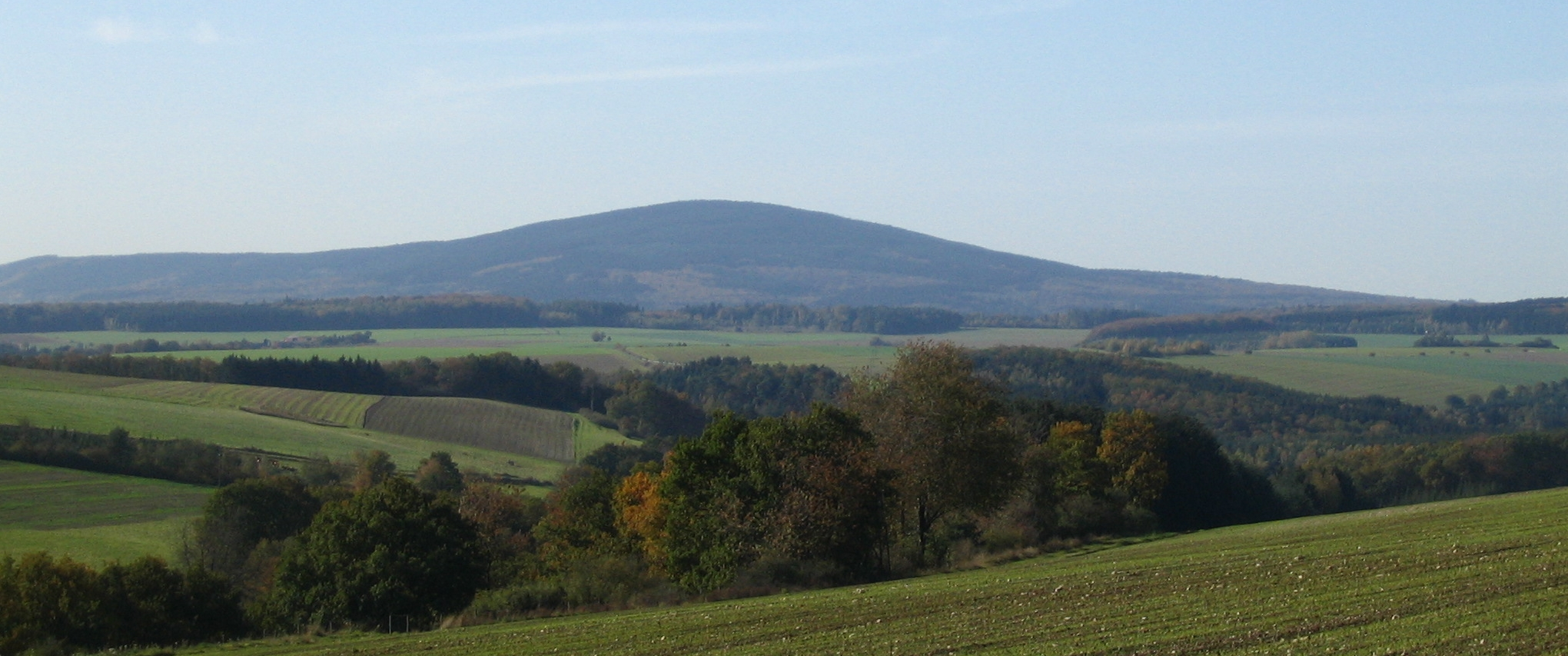
Idarkopf

Der Idarwald (kelt.: "id ar" – Waldhöhe über dem Lande) ist ein bis 766,2 m ü. NHN hoher Teil des Hunsrücks in Rheinland-Pfalz, Deutschland. 

## Geographie
Der Idarwald befindet sich in den Landkreisen Bernkastel-Wittlich und Birkenfeld im Nordosten des Naturparks Saar-Hunsrück. Er liegt etwa im Ortsdreieck von Morbach (im Nordwesten), Rhaunen (Nordosten) und Idar-Oberstein (Südosten), reicht jedoch – abgesehen von Morbach – nicht bis an diese Orte heran.
Den Untergrund bilden hauptsächlich unterdevonische Quarzite.

## Berge
Zu den Bergen und Erhebungen des Idarwalds gehören – sortiert nach Höhe in Meter (m) über Normalhöhennull (NHN):
- An den zwei Steinen (766,2 m)
- Kahlheid (766 m) – mit Fernmeldeturm Kahlheid
- Steingerüttelkopf (756,6 m)
- Idarkopf (745,7 m) – mit Idarkopfturm
- Usarkopf (725,4 m)

## Gewässer

### Fließgewässer
Innerhalb des Idarwalds bzw. an seinen Rändern entspringen u. a. diese Fließgewässer: 
- Dhron
- Idarbach (Nahe) – entspringt zwischen Erbeskopf und Kahlheid
- Idarbach (Hahnenbach) – entspringt westlich des Idarkopfs bei Hochscheid
- Rhaunelbach
- Steinbach

### Stillgewässer
Innerhalb des Idarwalds bzw. an seinen Rändern befinden u. a. sich diese Stillgewässer: 
- Steinbachstausee am Steinbach

### Magdalenenhochwasser 1342
Auch im Idarwald entstanden, bedingt durch vorherige Abholzung der Wälder, beim Magdalenenhochwasser 1342 große Erosionsschluchten. In Kirn/Nahe trat der Hahnenbach (vormals Kyr (aus dem keltischen für Wasser)) 6 Meter über die Ufer. 23 Menschen starben direkt in Kirn, weitere in der folgenden Hungersnot. Auch 680 Jahre später würde ein Pegel von 6 Meter über normal die Innenstadt in Kirn bis mindestens zum 1. Stock überfluten.